# Tumpok Mesjid
Tumpok Mesjid is een plaats en bestuurslaag (gampong) op het 4de niveau (kelurahan/desa). Het ligt in het onderdistrict (kecamatan) Paya Bakong in het regentschap Noord-Atjeh (Aceh Utara) van de provincie Atjeh, Indonesië. Tumpok Mesjid telt 485 inwoners (volkstelling 2010).